# ساودا (شهرک)
ساودا (به لاتین: Sauda) یک شهرک در نروژ است که در استان روگالاند واقع شده‌است. ساودا ۳٫۷۳ کیلومتر مربع مساحت و ۴٬۲۵۳ نفر جمعیت دارد و ۸ متر بالاتر از سطح دریا واقع شده‌است.